# Об'єкт 103
 Об'єкт 103 — експериментальний нереалізований проєкт радянського важкого танка берегової оборони, проєктувався на базі важкого танка Т-100.
Розроблений на базі танка Т-100 у квітні 1940 р. КБ заводу № 185 проєкт «Важкого танка для берегової оборони» — Об'єкт 103 (провідний інженер проєкту Шуфрін). Озброєння за проєктом 130-мм гармата Б-13 під обертаючою баштою і три кулемети ДТ. У проєкті було вирішено відмовитися від малої башти, що дозволило б збільшити бронювання машини. Танк проєктувався для знищення дотів та кораблів противника. Проєкт не був реалізований.

## Опис конструкції

танк Т-100 — прототип «Об'єкта 103»

За компонувальною схемою, загальною конструкцією об'єкт 103 проєктувався на базі Т-100 та являв собою однобаштовий танк класичної компоновки, що має протиснарядне бронювання. Однак в деталях, особливо в озброєнні, проєкт об'єкта 103 мав ряд істотних відмінностей від Т-100.

### Корпус
Корпус танка мав коробчату форму та збирався з листів вальцьованої броні, що з'єднувалися зварюванням, клепками та болтами. У центральній частині корпусу монтувалася масивна напівконічна підбаштова коробка під головну башту. Бронезахист порівняно з СМК була дещо слабший — 60 мм, що, тим не менш, забезпечувало танку надійний захист від вогню існуючої в той час протитанкової артилерії калібром до 47 мм вже на дистанції 500 м і більше.

### Озброєння
Основним озброєнням танка була 130-мм корабельна гармата зразка 1935 року (Б-13), що розміщувалася в масці в передній частині башти. Гармата призначалася для боротьби в першу чергу з укріпленнями та дотами супротивника, а також важкоброньованими цілями. На гарматі використовувалися телескопічні приціли.
Кулеметне озброєння включало три 7,62-мм кулемета ДТ, два з яких були спарені з гарматою, а третій розміщувався в командирській башточці на даху головної башти і міг використовуватися при відбитті атак з повітря.
Боєкомплект кулеметів становив 4284 патрона в 68 дискових магазинах по 63 патрона в кожному.

### Двигун
На Т-100 встановлювався V-подібний 12-циліндровий карбюраторний чотиритактний двигун ГАМ-34 рідинного охолодження потужністю 850 к.с. при 1850 об/хв. Запалювання — від двох магнето.

### Ходова частина
Підвіска танка — індивідуальна, з листовими ресорами без амортизаторів.
Ходова частина стосовно одного борту складалася з восьми двосхилих опорних котків із масованими шинами, п'яти двосхилих обгумованих підтримуючих котків, ведучого колеса заднього розташування зі знімними зубчастими вінцями та литого напрямного колеса. Механізм натягу лінивця — гвинтового типу, керований з відділення управління. Зачеплення — цівкове. Гусеничні стрічки — дрібноланкові, з відкритим шарніром, пальці — зі стопорними кільцями.

### Пристрої зв'язку
Для зовнішнього зв'язку танк оснащувався типовий танковою радіостанцією 71-ТК-3. Для внутрішнього зв'язку малося переговорний пристрій ТПУ на 6 абонентів.